# Verwaltungsgemeinschaft Münchenbernsdorf
In der Verwaltungsgemeinschaft Münchenbernsdorf im thüringischen Landkreis Greiz haben sich die Stadt Münchenbernsdorf und sieben Gemeinden zur Erledigung ihrer Verwaltungsgeschäfte zusammengeschlossen. Sitz der Verwaltungsgemeinschaft ist Münchenbernsdorf.

## Die Gemeinden
Nachfolgend die Gemeinden und deren Einwohnerzahl (Stand: 31. Dezember 2023):
| Gemeinde    | Einwohner |
| ----------- | --------- |
| Bocka       | 469       |
| Hundhaupten | 318       |
| Lederhose   | 264       |
| Lindenkreuz | 425       |

| Gemeinde                | Einwohner |
| ----------------------- | --------- |
| Münchenbernsdorf, Stadt | 2.902     |
| Saara                   | 585       |
| Schwarzbach             | 212       |
| Zedlitz                 | 711       |

- Datenquelle: Thüringer Landesamt für Statistik

## Geschichte
Die Verwaltungsgemeinschaft wurde am 9. März 1992 gegründet. Zedlitz trat im Jahr 1995 bei.

### Einwohnerentwicklung
Entwicklung der Einwohnerzahl (Stand jeweils 31. Dezember):
| - 1994: 6352 - 1995: 6962 - 1996: 7039 - 1997: 7294 - 1998: 7358 - 1999: 7321 | - 2000: 7319 - 2001: 7325 - 2002: 7344 - 2003: 6965 - 2004: 6807 - 2005: 6737 | - 2006: 6566 - 2007: 6392 - 2008: 6282 - 2009: 6194 - 2010: 6126 - 2011: 6115 | - 2012: 6088 - 2013: 6052 - 2014: 5997 - 2015: 6039 - 2016: 5985 - 2017: 5935 | - 2018: 5911 - 2019: 5943 - 2020: 5935 - 2021: 5974 - 2022: 5939 |

 Datenquelle: Thüringer Landesamt für Statistik